# 金井豊
金井 豊（かない ゆたか、1959年〈昭和34年〉10月16日 - 1990年〈平成2年〉8月23日）は、日本の陸上競技（長距離走・マラソン）選手。1984年ロサンゼルスオリンピック男子10000mで7位に入賞したが、現役中に交通事故で死去した。30000mの日本学生記録保持者でもある。

## 来歴
群馬県沼田市沼須町出身。群馬県立沼田高等学校3年生時の1977年に全国高等学校総合体育大会陸上競技大会（インターハイ）の800mで優勝した。
早稲田大学への進学を目指したが、1978年の受験は不合格となり、翌1979年に入学した。入学後は早稲田大学競走部のエースとして箱根駅伝などで活躍する。在学中の1981年に、ニュージーランド・クライストチャーチで30000mに出場して、1時間33分52秒9の日本学生新記録を樹立した。この記録は25年経った2006年現在も破られていない。
1983年にヱスビー食品に入社する。1984年ロサンゼルスオリンピックの代表に選出され、男子10000mに出場して28分27秒06の記録で7位に入賞した。これは男子10000mでは1964年東京オリンピックの円谷幸吉（6位）以来の好成績だった。これ以後オリンピックで、日本男子勢が同種目で入賞するのは、16年後の2000年シドニーオリンピック代表・高岡寿成（7位）まで待つことになった。
1986年にロンドンマラソンに出場し、2時間13分42秒で6位に入賞した。
1990年8月22日、北海道での合宿中、大学生が運転する車に同乗の際、チームメートの谷口伴之とともに交通事故に遭い、30歳で死去（エスビー食品陸上競技部員交通死亡事故）。

## マラソン全成績
1. 2時間18分38秒 24位 1981年東京国際マラソン
2. 2時間25分54秒 39位 1982年東京国際マラソン
3. 途中棄権 1985年東京国際マラソン
4. 2時間14分46秒 13位 1985年福岡国際マラソン
5. 2時間13分42秒 6位 1986年ロンドンマラソン
6. 2時間27分15秒 35位 1988年東京国際マラソン
7. 2時間12分51秒 9位 1988年福岡国際マラソン（生涯自己最高記録）
8. 途中棄権 1989年東京国際マラソン
9. 2時間14分52秒 9位 1989年福岡国際マラソン
10. 2時間20分09秒 58位 1990年ロンドンマラソン